# Trupanea limpidapex
Trupanea limpidapex är en tvåvingeart som först beskrevs av Grimshaw 1901.  Trupanea limpidapex ingår i släktet Trupanea och familjen borrflugor. Inga underarter finns listade i Catalogue of Life.